# Molophilus (Austromolophilus) trianguliferus
Molophilus (Austromolophilus) trianguliferus is een tweevleugelige uit de familie steltmuggen (Limoniidae). De soort komt voor in het Australaziatisch gebied.